# Yves-Marie Labé
Yves-Marie Labé, född 21 juli 1954, död 31 december 2010 av hjärtstillestånd, var en fransk journalist. Han fick en masterexamen i modern litteratur i Lille, och examinerades från Institut d'études politiques de Paris och centre de formation des journalistes i Paris. Han började sin journalistiska bana i Ouest-France 1978, och sedan för Le Monde. Han var ordförande i "L'association des critiques et journalisme de bandes déssinées". Han avled den 31 december 2010, 56 år gammal.